# 井蛙
井蛙（せいあ、生没年不詳）とは、江戸時代の浮世絵師。

## 来歴
師系・経歴不明。作画期は明和頃とされ、鈴木春信風の中判錦絵「見立牧童」1点を残している。なお明和8年（1771年）刊行の『柳多留』六篇に「あふみ連　井蛙　辰吉」とあり、また安永5年（1776年）刊行の『柳多留』十一篇に「井蛙」の句があるが、これらが同一人かは不明。